# Veldhuizen (Drenthe)
Veldhuizen is een buurtschap in de gemeente Westerveld, Nederlandse provincie Drenthe. Het ligt ten westen van Diever, tot welke gemeente het tot 1998 behoorde, ten oosten van Vledder en ten noorden van Wapserveen.
De buurtschap ontstond tussen 1300 en 1612 uit bevolking die wegtrok op Ten Have in het zuidoosten. Daardoor ook hadden beide plaatsen eeuwenlang een gezamenlijke marke. De schapen van Veldhuizen liepen op het Zuiderveld (zuidwesten), het hooi werd gewonnen op de Veldhuizermade (noordwesten) en het vee weidde in de Veldhuizerlanden (westen) langs de Vledder Aa (oostoever).
Na 1612 werd het Nijland aan de westzijde van de buurtschap ontgonnen. Hierop ligt thans het bungalowpark Nieuwland. Omstreeks 1830 telde Veldhuizen negen boerderijen. Op de Molenberg (22 m +NAP) stond tot 1914 de molen van Wapse; de Molenakker herinnert er nog aan. Molenaar Roelof Haveman verkocht de molen aan molenaar Vechter uit Havelte. Deze brak hem af om zijn in Havelte afgebrande molen te vervangen. Daar staat de Wapser molen nog steeds.
Ansen (deels) · Benderse (deels) · Boschoord · Boterveen · Busselte · Darp · De Monden (deels) · Diever · Dieverbrug · Doldersum · Dwingeloo · Eemster · Eursinge · Frederiksoord · Geeuwenbrug · Het Moer · Het Schier · Havelte · Havelterberg (deels) · Holtien · Holtinge · Holtland · Kalteren · Kraloo (deels) · Leggeloo · Lhee · Lheebroek · Molenstad · Nijensleek · Oldendiever · Oude Willem  (deels) · Uffelte · Veendijk · Veldhuizen · Vledder · Vledderveen · Wapse · Wapserveen · Wateren · Westeinde · Wilhelminaoord · Wittelte · Witteveen (deels) · Zorgvlied

Drenthe: Steden en dorpen      Nederland: Provincies · Gemeenten